# Hvozdnice (okres Hradec Králové)
Obec Hvozdnice (německy Wosnitz) se nachází v okrese Hradec Králové, kraj Královéhradecký asi 2 km od vsi Libčany. Žije zde 332 obyvatel.

## Historie
První písemná zmínka o obci pochází z roku 1073.

## Galerie

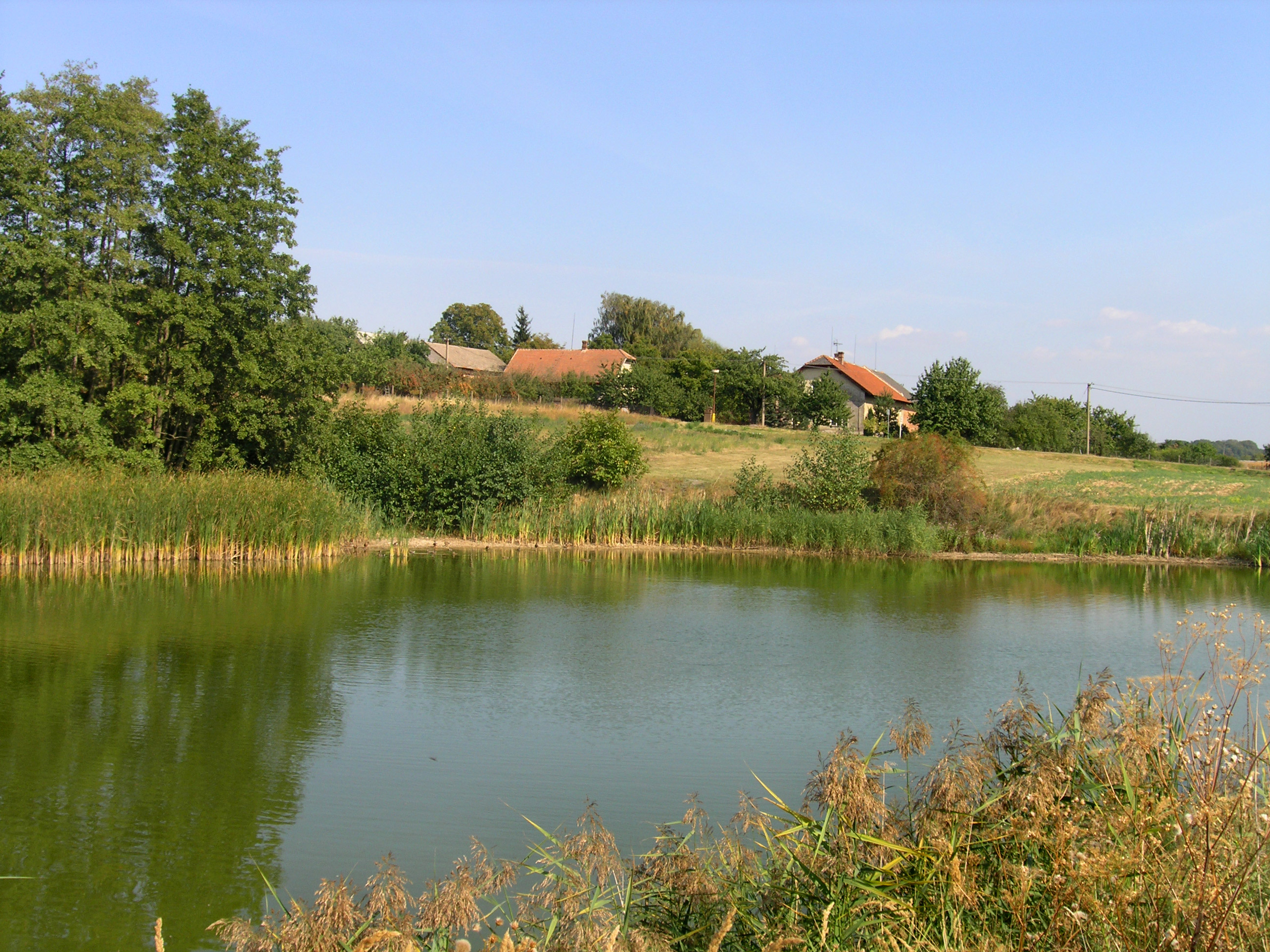
Rybníky na jihovýchodě
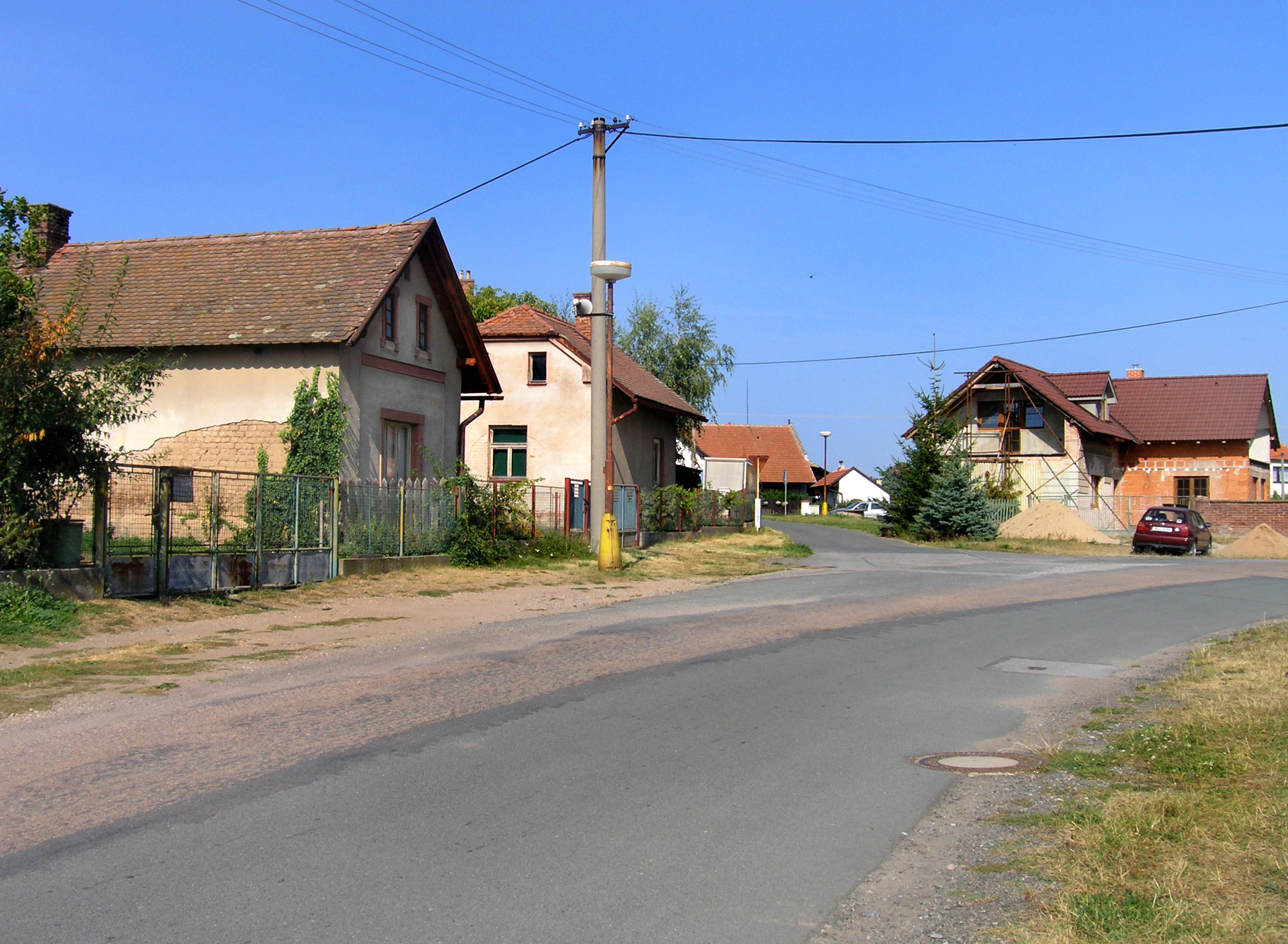
Střed obce
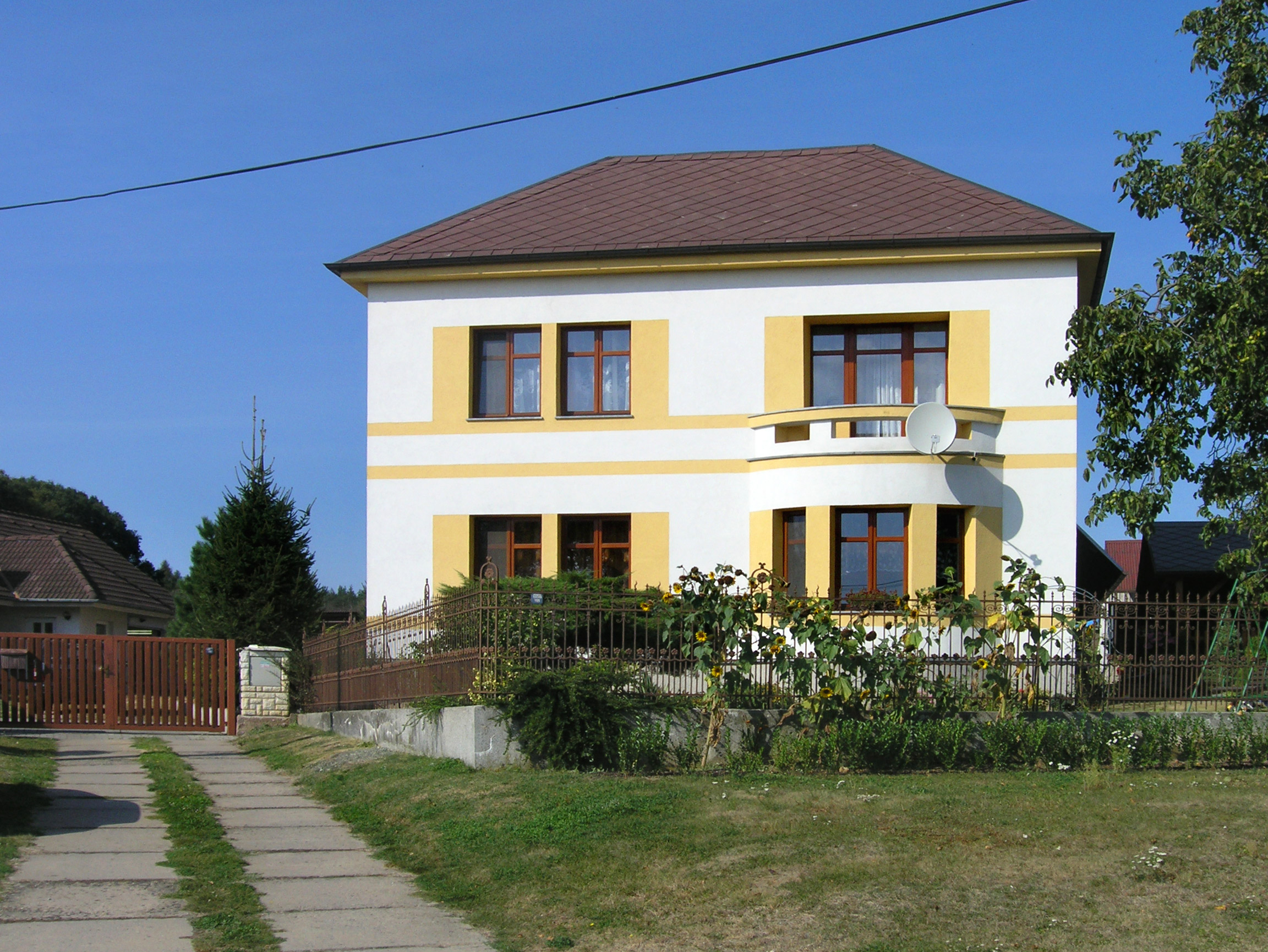
Horská chata v západní části Hvozdnice